# Rio Popigai
O rio Popigai ou Popigay (em russo:  Попигай), é um rio no krai de Krasnoiarsk na Rússia, com comprimento de 532 km. A área da bacia hidrográfica deste rio é de 50300 km². O Popigay congela em outubro e descongela em julho. Ele passa pelos rios Rassokha e Fomich.
O rio passa pela famosa cratera de Popigai, n cidade siberiana de Norilsk.